# Strada statale 146 di Chianciano
La strada statale 146 di Chianciano (SS 146), precedentemente strada regionale 146 di Chianciano (SR 146) in Umbria e strada provinciale 146 di Chianciano (SP 146) in Toscana, è una strada statale italiana di collegamento interregionale tra Umbria e Toscana.

## Storia
La strada statale 146 venne istituita nel 1950 con il seguente percorso: "Innesto con la n. 71 presso la stazione di Chiusi - Terme di Chianciano." Nel 1959 vi venne aggiunto un ulteriore tronco così definito: "Chianciano - Innesto S.S. n. 2 presso San Quirico d'Orcia."
In seguito al decreto legislativo n. 112 del 1998, dal 2001, la gestione del tratto umbro è passata dall'ANAS alla Regione Umbria che ha poi ulteriormente devoluto le competenze alla Provincia di Perugia, mantenendone comunque la titolarità; nello stesso anno la gestione del tratto toscano è passata alla Regione Toscana che ha provveduto al trasferimento dell'infrastruttura al demanio della Provincia di Siena.
A seguito del piano "rientro strade", nel 2018 la totalità della strada è tornata in gestione ad ANAS.

## Percorso
La strada ha origine distaccandosi dalla ex strada statale 71 Umbro Casentinese Romagnola nel comune di Città della Pieve in località Po' Bandino. Dopo poche centinaia di metri abbandona l'Umbria ed entrando nella provincia di Siena raggiunge Chiusi Scalo, dove incrocia la ex strada statale 321 del Polacco, e poi Chiusi dove incrocia la ex strada statale 326 di Rapolano.
Proseguendo in direzione ovest, la strada incrocia l'A1 Milano-Napoli nei pressi dello svincolo di Chiusi-Chianciano Terme (dove si distacca la ex strada statale 478 di Sarteano) prima di raggiungere la stessa Chianciano Terme. Dopo aver lambito Montepulciano, l'arteria si addentra nella val d'Orcia e tocca Pienza e San Quirico d'Orcia dove termina innestandosi sulla ex strada statale 2 Via Cassia.